# Location-based service
Location-based service, «'LBS»' (англ. Служба, заснована на місцезнаходженні) — тип інформаційних та розважальних послуг, заснованих на визначенні поточного місця розташування мобільного телефону користувача. Візуалізаційні можливості сучасних мобільних телефонів (зокрема, смартфонів) дозволяють відображати на екрані електронні карти досить високої якості, що дозволяє використовувати LBS для вирішення різних бізнес-завдань, навігації та розваг.
LBS не обов'язково використовують технологію ГЛОНАСС, GPS або ін. супутникові системи для визначення місцезнаходження. Розташування мобільного об'єкта, наприклад, може бути визначено з використанням заздалегідь відомої інформації про розташування базових станцій мереж стільникового зв'язку GSM, UMTS та ін, а також за допомогою даних про розташування точок доступу Wi-Fi. У різних стандартах радіозв'язку точність може коливатися від багатьох десятків кілометрів до 50 м у WCDMA і LTE.
Під «пошуком» стільникового LBS мається на увазі не визначення місцеположення власне мобільного телефону, а прив'язка його розташування до орієнтирів, нанесеним на електронну карту LBS-системи оператором мережі або постачальником послуги і надається в простій і доступній для людини формі.

## Основні методи пошуку
- «'Cell of Origin»' — найпростіший метод, що дозволяє обчислювати місцезнаходження мобільного телефону за відомим CellID (Cell identifier, англ. ідентифікатор осередку/стільники). Не вимагає модифікації мережного обладнання та клієнтського терміналу, достатньо встановленого програмного комплексу і MLC (Mobile Location Center, англ. центр мобільної локалізації). Координати обчислюються на основі приблизного розташування і радіуса осередків мережі, в яких мобільні телефони обслуговуються конкретною базовою станцією. Точність визначення місця розташування залежить від густоти мережі базових станцій, поточних місцевих радіоперешкод і конфігурації сот. У центрі великого міста точність зазвичай становить кілька сотень метрів, а на околицях і в невеликих містах — близько кілометра. У сільській місцевості точність знижується до 35 км, а в режимі Extended Cell (ECell) до 120 км. За межами зони покриття мережі даний метод не працює і LBS недоступний.

- «'TOA»' (Time of Arrival, англ. Оцінка часу прибуття сигналу) — заснований на вимірюванні і порівнянні інтервалів часу проходження сигналу від мобільного телефону абонента до декількох базових станцій. Потребує модернізації обладнання мережі. Точність може сягати 125 м. Базові станції, що приймають сигнал мобільного телефону, повинні бути оснащені LMU (Location Measurement Unit, англ. блок позиціонування). По різниці часу надходження сигналу керуючим комп'ютером мережі стільникового зв'язку за допомогою алгоритму трелатерації розраховується місцезнаходження передавача. Отримані координати передаються відповідному мережевому додатку (сервера послуги) або клієнту.

- «'OTD»' (Observed Time Difference, англ. Спостережувана різниця часу прибуття сигналу) — заснований на вимірюванні і порівнянні інтервалів часу проходження сигналів від декількох базових станцій до мобільного телефону абонента. Потребує модернізації мережевого обладнання, однак така модернізація значно дешевше TOA. Керуючий контролер мобільного телефону вимірює час проходження сигналу від декількох базових станцій, одна з яких оснащена блоком LMU. Для отримання інформації про своє місцезнаходження абонент здійснює дзвінок, при якому його телефон до встановлення мовленнєвого з'єднання посилає спеціальне сигнальне повідомлення, MLC робить необхідні обчислення для розрахунку місця розташування, після чого пакет даних з координатами місцезнаходження абонента пересилається на стільниковий телефон.

- «'A-GPS»' (Assisted Global Positioning System, англ. Допоміжна Глобальна система позиціонування) — заснований на встановленні в мобільні телефони модуля GPS і перенесення частини обчислювальних функції на Mobile Location Center для зниження енергоспоживання і прискорення визначення місця розташування.

## Навігація в мережі

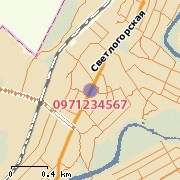
Результат роботи LBS-послуги «Мобільна карта» компанії «Київстар» — карта із зазначенням місця розташування абонента, надіслана за допомогою MMS.

У більшості систем визначення місцеположення в Росії, пропонованих стільниковими операторами, обов'язковою умовою є отримання від «потрібного» дозволу на «пошук». Такий дозвіл іноді видається окремим договором з оператором, але частіше використовується дозвіл на SMS або USSD.
Наприклад, у системі «Локатор» порталу «МТС-пошук» застосовується метод передачі «шукачеві» спеціального коду, отриманого від послуги, і додавання в список «потрібних» (чимось нагадує авторизацію в ICQ).
Потрібно особливо зазначити, що повністю відключити можливість визначити своє місцезнаходження не можна. Можна лише відмовляти в дозволі на отримання даних. Особливо це стосується користувачів корпоративних тарифних планів. Юридична особа, яка є власником номера, при підключеній відповідної послуги може визначати місцезнаходження співробітника, навіть якщо у співробітника встановлено заборону на визначення свого місця у всіх LBS-сервіси.
Визначення місця розташування може здійснюватися одноразово за запитом, або по заданому користувачем розкладом.
У відповідь на запит розташування звичайно включається 3 координати: перетин вулиць (координати x і y), а також поясний час розташування (координата t). В деяких системах розташування може бути відображена у вигляді кола на карті, в межах якої, на думку системи, знаходиться «потрібний» користувач або фрагмента карти.

## Відомі LBS-сервіси
- i-area — перший комерційний геолокаційний сервіс, запроваджений японським оператором NTT DoCoMo Inc. у липні 2001 року[4][5].
- Google Latitude — геолокаційний сервіс від Google.
- Fire Eagle — геолокаційний сервіс від Yahoo.
- BluePont — популярний американський геолокаційний сервіс.
- Foursquare — популярна американська геоконтекстна соціальна мережа.
- Gowalla — популярна американська геоконтекстна соціальна мережа.